# Lophotriccus
Lophotriccus là một chi chim trong họ Tyrannidae.